# Sven Hedin
Sven Hedin (født 19. februar 1865, død 26. november 1952) var en svensk opdagelsesrejsende. På tre lange ekspeditioner mellem 1893 og 1909 kortlagde han store landområder i Tibet og det øvrige Centralasien. Han skrev betydelige videnskabelige værker og rejseskildringer, bl.a. En færd gennem Asien (1898; dansk samme år), Asien, tusen mil på okända vägar (1903), Transhimalaya (1909; dansk 1911), Fra pol til pol (1911; dansk 1912), Scientific Results of a Journey in Central-Asia 1899-1902 1-4 (1904-07).
I 1902 blev Sven Hedin adlet som den sidste person i Sverige.
Hedin blev medlem af Svenska Akademien i 1913, hvor han fik Stol 6.
Hedin var meget tyskvenlig og støttede Tyskland under første verdenskrig, en støtte han fastholdt også op gennem naziperioden og under anden verdenskrig. Hans støtte til Hitler og Nazityskland har i vid udstrækning plettet hans eftermæle.
Hedin giftede sig aldrig og var barnløs.

## Liv og rejser
Han blev student i Uppsala 1885, cand.phil. 1888 og dr.phil. i Halle 1892.

### Tidlige rejser
Han gjorde 1885—86 en rejse fra Baku gennem Persien, som han har skildret i "Genom Persien, Mesopotamien och Kaukasien".
I 1890 deltog han i kong Oscar 2.s sendelse til shah Nasr-ed-din, skildret i "Konung Oscar’s beskickung til schahen af Persien" (1891) og fortsatte 1890—91 sin rejse fra Teheran gennem Centralasien til Kashgar. Denne rejse har han beskrevet i "Genom Khorassan och Turkistan" (1892).

### Første centralasiatiske ekspedition
Den 16. oktober 1895 begyndte Hedin sin tredje rejse, med understøttelse af kong Oscar 2. fra Orenburg, på hvilken han undersøgte en del af det nordlige og østlige Pamir, drog derpå igennem Takla-makan-ørkenen, kortlagde floderne Kerija og Tarim, bestemte beliggenheden af Lop-nor samt undersøgte dele af Tibets højland. Han nåede Peking den 2. marts 1897 og fortsatte sin hjemrejse gennem Mongoliet og Sibirien. Denne rejse har Hedin beskrevet på dansk i "En Færd gennem Asien" (1898) samt i en svensk udgave.

### Anden centralasiatiske ekspedition
1899 tiltrådte Hedin atter i juni en lang rejse til Centralasien med den transkaspiske bane over byen Osch i Ferghana til den øvre Tarim-flod, hvis stærkt bugtede løb besejledes i en næsten tre måneders lang rejse. Efter besværlige rejser vinter og sommer med termometret svingende mellem +40 °C og ÷40 °C tog han til Takla Makan-ørkenen, hvori interessante udgravninger foretoges, samt til Lop-nor, hvorfra rejsen fortsattes gennem Tibet i retning af Lhasa, men kun ca. 200 km fra denne by blev Hedin, der var forklædt, standset af en betydelig styrke af tibetanere i nærheden af Tengri Nor, hvorefter han drog igennem det sydlige Tibet, mistede 2 mand og næsten alle lastdyr og nåede i december 1901 byen Leh i Ladakh ved den øvre Indusflod. Fra Leh begav Hedin sig til Indien, hvor han som vicekongen, Lord Curzon’s gæst fik en glimrende modtagelse, vendte tilbage til Leh for derfra 1. april 1902 via Kashgar og Kaspiske Hav at rejse tilbage til Stockholm den 27. juni 1902.

### Tredje centralasiatiske ekspedition
I oktober 1905 drog Hedin igen af sted via Konstantinopel, tyrkisk Armenien, Persien, Seistan og Belutshistan til Indien for herfra at begive sig til Tibet, men da den engelske regering ikke ønskede at give nogen adgang til Tibet fra Indien, benyttedes Leh som udgangspunkt. Heden brød i august 1906 op herfra med en karavane på 25 indfødte og 127 ponyer og muldyr, der undervejs, navnlig i 5—6.000 m høje pas, fornyedes med yakokser og får. Efter et halvt års forløb nåedes Shigatse ved Bramaputra, hvor Hedin modtoges med velvilje af den hellige Taschi Lama. Herfra gik rejsen igennem delvis ukendte, vilde bjergegne nord for Himalaya og Bramaputra, hvor Hedin i to år, ofte forklædt, oplevede mange eventyr og tit havde besværligheder med de tibetanske myndigheder. Som hovedresultat af denne rejse fastslog Hedin for den geografiske verden et nyt navn for bjergene nord for Bramaputra, nemlig Transhimalaya. Han berejste her to hidtil ukendte provinser i Tibet, berejste Indus kilder samt de øverste kilder for Sutlej og Bramaputra. Efter et besøg i Indien rejste Hedin fra Bombay hjem over Japan og Sibirien og ankom til Stockholm den 17. januar 1909, hvor han modtoges med store æresbevisninger.

## Hædersbevisninger
Hedin rejste altid som europæer, og på disse rejser har der aldrig været udgydt blod. Efter sine rejser holdt Hedin altid sine foredrag i de geografiske selskaber og andetsteds i udlandet og blev genstand for store udmærkelser. Efter sin rejse 1899—1902 adledes han af den svenske konge, og i Sverige som i udlandet har han modtaget talrige hædersbevisninger i skikkelse af høje ordensdekorationer, geografiske selskabers guldmedaljer m. m.
- Kommandør med storkorset af Nordstjerneordenen
- Kommandør af første klasse af Nordstjerneordenen med brillanter (16. januar 1909)
- Ridder af Nordstjerneordenen med brillanter
- Ridder af Vasaorden
- Ridder af Johanniterordenen i Sverige (efter 1920 i og med ordensoprettelse i Sverige for den preussiske Johanniterorden)
- Storkors af Bulgarske Civilfortjenesteorden
- Storkors af Finlands Hvide Rose orden
- Japanske Hellige skats orden af første klasse
- Kinesiske Jadeorden af første klasse med brillanter
- Persiske Løve- og solorden af første klasse
- Storkors af Tyske ørns orden
- Storkors af Østrig-Ungarske Franz Josephsorden
- Kommandør af første grad af Dannebrogsordenen
- Storofficer af italienske Kronorden
- Ridder af anden klasse af preussiske Kronorden med kraschan
- Kommandør af britiske Indian Empire-orden
- Ridder af anden klasse af russiske Sankt Annas orden
- Tyrkiske Meschidie-orden af fjerde klasse
- Emiratet Bokharas Bokharasorden af anden klasse.

- Vitterhetsakademiens guldmedalj,
- guldmedalje fra geografiske og andre selskaber i London, Paris, Berlin, Tokio, New York, Philadelphia, Sankt Petersborg, Rom m. m.
- Medlem af Vetenskapsakademien
- Medlem af Krigsvetenskapsakademien
- Medlem af Vetenskaps-Societeten i Uppsala
- Medlem af Fysiografiska Sällskapet i Lund
- Æresmedlem af Vetenskaps- och Vitterhetssamhället i Göteborg

## Forfatterskab
- Genom Persien, Mesopotamien och Kaukasien: reseminnen, 1887
- Genom Khorasan och Turkestan: minnen från en resa i Centralasien 1890 och 1891, 1892-93
- En färd genom Asien 1-2, 1898
- Asien - Tusen mil på okända vägar 1-2, 1903
- Öfver land till Indien 1-2
- Scientific results of a journey in Central Asia 1899-1902, 1-7, 1904-07
- Transhimalaya: upptäckter och äfventyr i Tibet 1-3, 1909-12
- Från pol till pol 1-2, 1911
- Fronten i väster, 1915
- Kriget mot Ryssland, 1915
- Ein Volk in Waffen : den deutschen Soldaten gewidmet, 1915
- Southern Tibet: discoveries in former times compared with my own researches in 1906-1908, 1-12, 1915-22
- Till Jerusalem, 1917
- En levnadsteckning, 1920
- Jehol - Kejsarstaden, 1931
- Erövringståg i Tibet, 1934
- Stora hästens flykt, 1935
- Tyskland - 60 år, 1939
- Chiang Kai-Shek: marskalk av Kina, 1939
- Mitt liv som upptäcktsresande, 1-4, 1930
- Det kämpande Tyskland (under medverkan av Sven Hedin), 1941
- History of the expedition in Asia 1927-1935, 1-4, 1943-45
- Utan uppdrag i Berlin, 1949
- Mina hundar i Asien, 1952

### På dansk
En færd gennem Asien; Nordisk forlag 1900
- Gennem Asiens Æventyrlande; "Frem", Nordisk Forlag 1904

### På internettet
- Sven Hedin: "Om Baku och Apscheronska halfön" (Ymer 1882, s. 337-350) (svensk)
- Sven Hedin: "En resa från Teheran till Kaschgar" (Svensk Tidskrift 1891; s. 163-184) (svensk)
- Sven Hedin: "Några ord om min resa genom Asien" (Ord och Bild 1897, s. 421-432) (svensk)
- Sven Hedin: "En färd genom Asien" (Ymer 1898, s. 97-125) (svensk)
- Sven Hedin: "Resa genom Centralasien" (Ymer 1903, s. 5-48) (svensk)
- Sven Hedin: "De vetenskapliga resultaten af min sista resa" (Ymer 1904, s. 237-258) (svensk)